# Hannes Dotzler
Hannes Dotzler, né le 25 février 1990 à Sonthofen, est un fondeur allemand, spécialiste des épreuves de distance. 

## Biographie
Membre du club de sa ville natale Sonthofen, il commence sa carrière durant l'hiver 2005-2006, gagnant sa première course à Oberwiesenthal.
Sa première compétition importante a lieu en 2007 au Festival olympique de la jeunesse européenne, où il prend notamment une septième place.
En 2008, Dotzler réussit ses premiers championnats du monde junior à Malles Venosta, terminant huitième du dix kilomètres, puis cinquième du vingt kilomètres, avant de remporter la médaille d'argent avec le relais. Aux Championnats du monde junior 2009, à Praz de Lys-Sommand, il est encore médaille d'argent en relais et se retrouve cinquième à la poursuite. Cet hiver, il signe son premier top dix dans la Coupe OPA.
2010 est une année charnière pour lui, il récolte une nouvelle médaille en relais aux Championnats du monde junior (en bronze) à Hinterzarten, puis s'impose immédiatement sur une manche de la Coupe OPA à Forni di Sopra (10 kilomètres classique) et participe à sa première épreuve de Coupe du monde à Lahti, où avec une 26e place sur la poursuite, il marque directement ses premiers points, suivie par une troisième place le lendemain avec le relais, ce qui représente son premier podium à ce niveau. 
Il prend part aux Championnats du monde 2011 à Oslo, où il finit 45e et 47e. L'hiver suivant, malgré des blessures en préparation de la saison, il s'immisce à quelques reprises dans le top vingt en Coupe du monde (notamment treizième à Lahti) et décroche deux médailles d'argent aux Championnats du monde des moins de 23 ans à Erzurum.
Lors de la saison 2012-2013, Dotzler finit deux fois sixième sur le format quinze kilomètres classique, à Canmore et La Clusaz. Aux Championnats du monde 2013, il enregistre son meilleur résultat avec une septième place sur le cinquante kilomètres classique.
En 2014, il enregistre son meilleur résultat individuel dans l'élite en terminant deuxième de l'étape du Tour de ski à Lenzerheide, dans la même seconde que le vainqueur Alexey Poltoranin. C'est ainsi qu'il se qualifie pour les Jeux olympiques, en compagnie de compatriote Thomas Bing. Aux Jeux olympiques de Sotchi, il arrive douzième du skiathlon, puis onzième du quinze kilomètres classique, neuvième du relais et enfin septième du sprint par équipes avec Tim Tscharnke, qui en lutte pour la médaille chute en croisant le Finlandais, futur vainqueur.
Il concourt au niveau international pour la dernière fois lors de la saison 2016-2017, où il monte sur un podium de la Coupe OPA. La raison de sa retraite sportive est une infection virale qui l'a empêché de s'entraîner et courir normalement.
Son père Stefan Dotzler est aussi fondeur.

## Palmarès

### Jeux olympiques
| Épreuve / Édition | Sprint | Sprint                           | 15 km                            | 15 km     | Skiathlon 2 × 15 km | 50 km libre | Relais | Relais    |
| Épreuve / Édition | libre  | classique                        | libre                            | classique | Skiathlon 2 × 15 km | 50 km libre | Sprint | 4 × 10 km |
| JO 2014 Sotchi    | —      | Épreuve inexistante à cette date | Épreuve inexistante à cette date | 11e       | 12e                 | —           | 7e     | 9e        |

### Championnats du monde
| Épreuve / Édition           | Sprint                           | Sprint                           | 15 km                            | 15 km                            | Poursuite / Skiathlon 2 × 15 km | 50 km | Relais | Relais    |
| Épreuve / Édition           | libre                            | classique                        | libre                            | classique                        | Poursuite / Skiathlon 2 × 15 km | 50 km | Sprint | 4 × 10 km |
| Mondiaux 2011 Oslo          | 45e                              | Épreuve inexistante à cette date | Épreuve inexistante à cette date | 47e                              |                                 | 34e   |        | 4e        |
| Mondiaux 2013 Val di Fiemme | Épreuve inexistante à cette date |                                  | 24e                              | Épreuve inexistante à cette date | 24e                             | 7e    |        | 7e        |

### Coupe du monde
- Meilleur classement général : 26e en 2014.
- 1 podium par équipes : 1 troisième place.

#### Tour de ski
- 12e du Tour de ski 2013-2014.
- 1 podium d'étape : 1 deuxième place.

#### Classements par saison
| Saison    | Classement général final | Classement distance |
| 2009-2010 | 171e                     | 113e                |
| 2010-2011 | 105e                     | 61e                 |
| 2011-2012 | 82e                      | 51e                 |
| 2012-2013 | 44e                      | 30e                 |
| 2013-2014 | 26e                      | 16e                 |
| 2014-2015 | 127e                     | 75e                 |

### Championnats du monde junior
- Malles 2008 :
  -  Médaille d'argent au relais.
- Praz de Lys-Sommand 2009 :
  -  Médaille d'argent au relais.
- Hinterzarten 2010 :
  -  Médaille de bronze au relais.

### Championnats du monde des moins de 23 ans
- Erzurum 2012 :
  -  Médaille d'argent au quinze kilomètres classique.
  -  Médaille d'argent au skiathlon.

### Coupe OPA
- 5 podiums, dont 1 victoire.

### Championnats d'Allemagne
- 2 titres en 2012 : sprint individuel et sprint par équipes.